# Лісний (Абдулинський міський округ)
Лісни́й (рос. Лесной) — селище у складі Абдулинського міського округу Оренбурзької області, Росія.

## Населення
Населення — 142 особи (2010; 179 у 2002).
Національний склад (станом на 2002 рік):
- росіяни — 57 %